# Aulogymnus virginiensis
Aulogymnus virginiensis är en stekelart som beskrevs av Schauff och Gates 2005. Aulogymnus virginiensis ingår i släktet Aulogymnus och familjen finglanssteklar. Inga underarter finns listade.